# Nicola Grigolo
Nicola Grigolo (Conselve, 8 de noviembre de 1967) es un deportista italiano que compitió en voleibol, en la modalidad de playa. Ganó una medalla de bronce en el Campeonato Europeo de Vóley Playa de 1996.

## Palmarés internacional
| Campeonato Europeo | Campeonato Europeo | Campeonato Europeo | Campeonato Europeo |
| Año                | Lugar              | Medalla            | Pareja             |
| ------------------ | ------------------ | ------------------ | ------------------ |
| 1996               | Pescara (Italia)   | Medalla de bronce  | Andrea Ghiurghi    |